# A Pécsi Mecsek FC 2003–2004-es szezonja
A Pécsi Mecsek FC 2003–2004-es szezonja szócikk a Pécsi Mecsek FC első számú férfi labdarúgócsapatának egy szezonjáról szól, mely összességében a 43. idénye a csapatnak a magyar első osztályban. A klub fennállásának ekkor volt az 53. évfordulója.

## Mérkőzések
| Színmagyarázat | Színmagyarázat |
| -------------- | -------------- |
|                | Győzelem.      |
|                | Döntetlen.     |
|                | Vereség.       |

### Arany Ászok Liga 2003–04

#### Őszi fordulók
| 1. forduló 2003. július 26. |

| Videoton                                    | 1 – 1   | Pécsi MFC                                 |
| ------------------------------------------- | ------- | ----------------------------------------- |
| Szalai 33' Koller 40' Kóczián 60' Voicu 66' | (1 – 0) | Pest 72' 34' Szabados 33′, 45′ Bajúsz 49' |

| Sóstói Stadion, Székesfehérvár Nézőszám: 5 000 Játékvezető: Hanacsek Attila (magyar) |

| 2. forduló 2003. augusztus 3. |

| Pécsi MFC                                              | 3 – 0   | Előre FC Békéscsaba                           |
| ------------------------------------------------------ | ------- | --------------------------------------------- |
| Horváth Gy. 10' 24' Erős 90' Márton 17' Horváth S. 55' | (2 – 0) | Kovács B. 1' Faragó 13' Bujáki 27' Udvari 45' |

| PMFC Stadion, Pécs Nézőszám: 3 500 Játékvezető: Szabó Zsolt (magyar) |

| 3. forduló 2003. augusztus 9. |

| MTK Hungária                          | 1 – 2   | Pécsi MFC              |
| ------------------------------------- | ------- | ---------------------- |
| Szabó 9' 82' Torghelle 76' Pandur 78' | (1 – 0) | Pest 56' 70' Berdó 14' |

| Hidegkuti Nándor Stadion, Budapest Nézőszám: 2 500 Játékvezető: Fábián Mihály (magyar) |

| 4. forduló 2003. augusztus 24. |

| Pécsi MFC                     | 1 – 1   | Újpest                         |
| ----------------------------- | ------- | ------------------------------ |
| Horváth Gy. 30' Pavičević 41' | (1 – 0) | Szanyó 62' Juhár 23' Simek 78' |

| PMFC Stadion, Pécs Nézőszám: 7 500 Játékvezető: Megyebíró János (magyar) |

| 5. forduló 2003. augusztus 31. |

| FC Sopron                                       | 3 – 1   | Pécsi MFC    |
| ----------------------------------------------- | ------- | ------------ |
| Tóth 29' 67' Baumgartner 39' Sira 21' Lazić 48' | (2 – 0) | Mihalecz 82' |

| Káposztás utcai Stadion, Sopron Nézőszám: 4 800 Játékvezető: Juhos Attila (magyar) |

| 6. forduló 2003. szeptember 13. |

| Pécsi MFC                           | 1 – 0   | Zalaegerszegi TE |
| ----------------------------------- | ------- | ---------------- |
| Montvai 17' Szabados 52' Bajúsz 88' | (1 – 0) | Molnár 24'       |

| PMFC Stadion, Pécs Nézőszám: 8 000 Játékvezető: Erdős József (magyar) |

| 7. forduló 2003. szeptember 19. 18:00 |

| Debreceni VSC                            | 1 – 0               | Pécsi MFC                |
| ---------------------------------------- | ------------------- | ------------------------ |
| Șumudică 39' 48' Szekeres 61' Böőr 90+2' | (1 – 0) Jegyzőkönyv | Horváth Gy. 32' Gaál 81' |

| Oláh Gábor utcai stadion, Debrecen Nézőszám: 4 000 Játékvezető: Arany Tamás (magyar) |

| 8. forduló 2003. szeptember 28. |

| Ferencváros                                     | 3 – 0               | Pécsi MFC                        |
| ----------------------------------------------- | ------------------- | -------------------------------- |
| Sasu 1' (11-esből) 74' Dragóner 60' Lipcsei 78' | (1 – 0) Jegyzőkönyv | Sipos 25' Győri 54' Bajúsz 90+1' |

| Üllői út, Budapest Nézőszám: 5 111 Játékvezető: Hajdó Attila (magyar) |

| 9. forduló 2003. október 4. |

| Pécsi MFC                                     | 1 – 0   | Győri ETO                                      |
| --------------------------------------------- | ------- | ---------------------------------------------- |
| Dienes 63' Horváth S. 28' Pest 76' Németh 90' | (0 – 0) | Kartelo 26' Jäkl 55' Aranitović 57' Németh 68' |

| PMFC Stadion, Pécs Nézőszám: 5 000 Játékvezető: Kiss Béla (magyar) |

| 10. forduló 2003. október 19. |

| Haladás                         | 0 – 0   | Pécsi MFC                                             |
| ------------------------------- | ------- | ----------------------------------------------------- |
| Farkas A. 41' Somfalvi 60′, 91′ | (0 – 0) | Horváth S. 36' Sketiani 65' Sipos 67' Pavičević 90+1′ |

| Rohonci úti stadion, Szombathely Nézőszám: 3 000 Játékvezető: Solymosi Péter (magyar) |

| 11. forduló 2003. október 25. |

| Pécsi MFC  | 0 – 2   | BFC Siófok                                      |
| ---------- | ------- | ----------------------------------------------- |
| Dienes 82' | (0 – 2) | Kovács 34' 79' Csordás 59' Virág 45' Kuttor 77' |

| PMFC Stadion, Pécs Nézőszám: 3 000 Játékvezető: Saskőy Szabolcs (magyar) |

| 12. forduló 2003. november 1. |

| Pécsi MFC                           | 3 – 1   | Videoton                                          |
| ----------------------------------- | ------- | ------------------------------------------------- |
| Pest 2' 90' Erős 60' Horváth S. 86' | (1 – 0) | Hercegfalvi 54' 71' Pantic 62′, 78′ Kóczián 90+2' |

| PMFC Stadion, Pécs Nézőszám: 4 500 Játékvezető: Erdős József (magyar) |

| 13. forduló 2003. november 8. |

| Előre FC Békéscsaba          | 1 – 0   | Pécsi MFC                       |
| ---------------------------- | ------- | ------------------------------- |
| Kovács B. 37' Simon 20′, 77′ | (1 – 0) | Gaál 23' Németh 37' Jokišić 66' |

| Kórház utcai stadion, Békéscsaba Nézőszám: 1 200 Játékvezető: Szabó Zsolt (magyar) |

| 14. forduló 2003. november 15. |

| Pécsi MFC                     | 1 – 1   | MTK Hungária                                       |
| ----------------------------- | ------- | -------------------------------------------------- |
| Horváth Gy. 76' Pavičević 68' | (0 – 0) | Torghelle 74' 80′ Szabó 52' Zavadszky 65' Füzi 81' |

| PMFC Stadion, Pécs Nézőszám: 3 500 Játékvezető: Makai János (magyar) |

| 15. forduló 2003. november 22. |

| Újpest     | 1 – 1   | Pécsi MFC                                 |
| ---------- | ------- | ----------------------------------------- |
| Kovács 84' | (0 – 1) | Szabados 15' Sketiani 62′, 81′ Márton 90' |

| Megyeri út, Budapest Nézőszám: 2 471 Játékvezető: Hanacsek Attila (magyar) |

| 16. forduló 2003. november 29. |

| Pécsi MFC                          | 2 – 0   | FC Sopron   |
| ---------------------------------- | ------- | ----------- |
| Horváth Gy. 56' Pest 72' Berdó 85' | (0 – 0) | Balaskó 56′ |

| PMFC Stadion, Pécs Nézőszám: 3 000 Játékvezető: Szarka Zoltán (magyar) |

#### Tavaszi fordulók
| 17. forduló 2004. március 6. |

| Zalaegerszegi TE | 0 – 0   | Pécsi MFC  |
| ---------------- | ------- | ---------- |
| Szamosi 39'      | (0 – 0) | Koltai 59' |

| ZTE Aréna, Zalaegerszeg Nézőszám: 4 770 Játékvezető: Bede Ferenc (magyar) |

| 18. forduló 2004. március 13. 18:00 |

| Pécsi MFC     | 0 – 0               | Debreceni VSC          |
| ------------- | ------------------- | ---------------------- |
| Pavičević 15' | (0 – 0) Jegyzőkönyv | Halmosi 22' Bajzát 57' |

| PMFC Stadion, Pécs Nézőszám: 4 000 Játékvezető: Juhos Attila (magyar) |

| 19. forduló 2004. március 20. |

| Pécsi MFC         | 0 – 1               | Ferencváros |
| ----------------- | ------------------- | ----------- |
| Pest 35' Erős 59' | (0 – 1) Jegyzőkönyv | Kiss 42'    |

| PMFC Stadion, Pécs Nézőszám: 10 000 Játékvezető: Saskőy Szabolcs (magyar) |

| 20. forduló 2004. március 27. |

| Győri ETO                                                                      | 1 – 1   | Pécsi MFC                          |
| ------------------------------------------------------------------------------ | ------- | ---------------------------------- |
| Priskin 14' 45' Vlajić 44' Regedei 50' Jäkl 57' Oross 60' Németh 84' Stark 90' | (1 – 1) | Bajúsz 7' 22' Dienes 41' Sípos 55' |

| Rába ETO Stadion, Győr Nézőszám: 1 000 Játékvezető: Szabó Zsolt (magyar) |

| 21. forduló 2004. április 3. |

| Pécsi MFC                                 | 1 – 1   | Haladás              |
| ----------------------------------------- | ------- | -------------------- |
| Kerekes 66' Pavičević 31' Márton 34′, 85′ | (0 – 1) | Balaci 30' Szűcs 39' |

| PMFC Stadion, Pécs Nézőszám: 3 000 Játékvezető: Világi Balázs (magyar) |

| 22. forduló 2004. április 7. |

| BFC Siófok          | 2 – 0   | Pécsi MFC                          |
| ------------------- | ------- | ---------------------------------- |
| Kuttor 8' Sitku 81' | (1 – 0) | Pavičević 53' Bajúsz 63' Berdó 69' |

| Révész Géza utcai stadion, Siófok Nézőszám: 1 000 Játékvezető: Arany Tamás (magyar) |

| 23. forduló (rájátszás) 2004. április 10. |

| Pécsi MFC                        | 1 – 3   | Zalaegerszegi TE                           |
| -------------------------------- | ------- | ------------------------------------------ |
| Kerekes 19' Vranješ 68' Pest 84' | (1 – 2) | Waltner 5' Gyánó 39' Sebők V. 90' Nagy 56' |

| PMFC Stadion, Pécs Nézőszám: 500 Játékvezető: Bede Ferenc (magyar) |

| 24. forduló (rájátszás) 2004. április 17. |

| Videoton                                                                     | 3 – 3   | Pécsi MFC                                              |
| ---------------------------------------------------------------------------- | ------- | ------------------------------------------------------ |
| Medveď 11' Fehér 35' Tóth 62' 28' Ristić 23' Kóczián 38' Szabó 84' Dvéri 85' | (2 – 1) | Kerekes 9' 53' 65' 41' Berdó 30' Erős 58' Szekeres 73' |

| Sóstói Stadion, Székesfehérvár Nézőszám: 500 Játékvezető: Szabó Zsolt (magyar) |

| 25. forduló (rájátszás) 2004. április 21. |

| Pécsi MFC                                                 | 2 – 0   | Haladás      |
| --------------------------------------------------------- | ------- | ------------ |
| Márton 33' Koltai 71' Vranješ 49' Pavičević 60' Szabó 65' | (1 – 0) | Czeglédi 16' |

| PMFC Stadion, Pécs Nézőszám: 1 000 Játékvezető: Erdős József (magyar) |

| 26. forduló (rájátszás) 2004. május 1. |

| Előre FC Békéscsaba                       | 1 – 1   | Pécsi MFC                  |
| ----------------------------------------- | ------- | -------------------------- |
| Kovács B. 72' Szeverényi 45' Grujić 90+1' | (0 – 1) | Kerekes 32' 70' Koltai 47' |

| Kórház utcai stadion, Békéscsaba Nézőszám: 2 500 Játékvezető: Fábián Mihály (magyar) |

| 27. forduló (rájátszás) 2004. május 8. |

| Pécsi MFC               | 0 – 2   | Győri ETO                                                 |
| ----------------------- | ------- | --------------------------------------------------------- |
| Szabados 32' Dienes 87' | (0 – 0) | Perić 60' Horváth 84' 65' Makra 12' Vlajić 42' Németh 74' |

| PMFC Stadion, Pécs Nézőszám: 500 Játékvezető: Kassai Viktor (magyar) |

| 28. forduló (rájátszás) 2004. május 12. |

| Zalaegerszegi TE                                 | 2 – 0   | Pécsi MFC   |
| ------------------------------------------------ | ------- | ----------- |
| Kocsárdi 55' 20' Waltner 72' Csóka 5' Vincze 64' | (0 – 0) | Vranješ 35' |

| ZTE Aréna, Zalaegerszeg Nézőszám: 2 500 Játékvezető: Világi Balázs (magyar) |

| 29. forduló (rájátszás) 2004. május 15. |

| Pécsi MFC                                                    | 3 – 3   | Videoton                                                    |
| ------------------------------------------------------------ | ------- | ----------------------------------------------------------- |
| Kerekes 39' Montvai 83' Márton 90+3' Notheisz 55' Bajúsz 75' | (1 – 2) | Tóth 22' Koller 32' 60' Magasföldi 65' Savu 83' Bartyik 85' |

| PMFC Stadion, Pécs Nézőszám: 500 Játékvezető: Solymosi Péter (magyar) |

| 30. forduló (rájátszás) 2004. május 19. |

| Haladás                                | 1 – 1   | Pécsi MFC                |
| -------------------------------------- | ------- | ------------------------ |
| Venczel 59' 60' Szűcs 46' Somfalvi 68' | (0 – 0) | Montvai 54' Szabados 30' |

| Rohonci úti stadion, Szombathely Nézőszám: 1 000 Játékvezető: Sóthy András (magyar) |

| 31. forduló (rájátszás) 2004. május 22. |

| Pécsi MFC                                    | 3 – 0   | Előre FC Békéscsaba      |
| -------------------------------------------- | ------- | ------------------------ |
| Montvai 28' Kerekes 45' Koltai 89' Sípos 33' | (2 – 0) | Schindler 41' Bujáki 44' |

| PMFC Stadion, Pécs Nézőszám: 1 000 Játékvezető: Arany Tamás (magyar) |

| 32. forduló (rájátszás) 2004. május 26. |

| Győri ETO                | 1 – 3   | Pécsi MFC                                                               |
| ------------------------ | ------- | ----------------------------------------------------------------------- |
| Nyilas 12' 43' Varga 18' | (1 – 1) | Makra 38' (öngól) Montvai 52' 81' Notheisz 28' Vranješ 51' Szekeres 67' |

| Rába ETO Stadion, Győr Nézőszám: 500 Játékvezető: Sápi Csaba (magyar) |

#### Végeredmény (Alsóház)
| #  | Csapat               | J  | Gy | D  | V  | Rg | Kg | Gk  | P  | Megjegyzés |
| -- | -------------------- | -- | -- | -- | -- | -- | -- | --- | -- | ---------- |
| 7  | Pécsi Mecsek FC      | 32 | 9  | 13 | 10 | 36 | 37 | -1  | 40 |            |
| 8  | Videoton SC          | 32 | 10 | 10 | 12 | 55 | 51 | +4  | 40 |            |
| 9  | Zalaegerszegi TE     | 32 | 11 | 6  | 15 | 45 | 47 | -2  | 39 |            |
| 10 | Győri ETO FC         | 32 | 10 | 6  | 16 | 36 | 54 | -18 | 36 |            |
| 11 | Előre FC Békéscsaba  | 32 | 8  | 8  | 16 | 36 | 50 | -14 | 32 | Osztályozó |
| 12 | Szombathelyi Haladás | 32 | 4  | 11 | 17 | 19 | 63 | -44 | 23 | Osztályozó |

1. ↑  Bennmaradt a REAC ellen
2. ↑  A pályán elért eredmény alapján bennmaradt a Nyíregyháza Spartacus ellen, jogvétel miatt azonban a másodosztályba került.

#### Eredmények összesítése
Az alábbi táblázatban összesítve szerepelnek a Pécsi Mecsek FC 2003/04-es bajnokságban elért eredményei.
| Ősz/tavasz (forduló)    | Otthon | Otthon | Otthon | Otthon | Otthon | Otthon | Otthon | Idegenben | Idegenben | Idegenben | Idegenben | Idegenben | Idegenben | Idegenben |
| Ősz/tavasz (forduló)    | M      | GY     | D      | V      | LG–KG  | GK     | P      | M         | GY        | D         | V         | LG–KG     | GK        | P         |
| ----------------------- | ------ | ------ | ------ | ------ | ------ | ------ | ------ | --------- | --------- | --------- | --------- | --------- | --------- | --------- |
| Őszi szezon (1–16.)     | 8      | 5      | 2      | 1      | 12–5   | +7     | 17     | 8         | 1         | 3         | 4         | 5–11      | –6        | 6         |
| Tavaszi szezon (17–32.) | 8      | 2      | 3      | 3      | 10–10  | 0      | 9      | 8         | 1         | 5         | 2         | 9–11      | –2        | 8         |
| Összesen (1–32.)        | 16     | 7      | 5      | 4      | 22–15  | +7     | 26     | 16        | 2         | 8         | 6         | 14–22     | –8        | 14        |

### Magyar kupa
4. forduló
| 2003. október 29. 13:00 |

| Bodajk               | 1 – 0   | Pécsi MFC                         |
| -------------------- | ------- | --------------------------------- |
| Pálfi 21' (11-esből) | (1 – 0) | Németh 20' Márton 27' Jokišić 58' |

| Bodajk Nézőszám: 300 Játékvezető: Dubraviczky Attila (magyar) |